# Соловьёвский сельский округ (Восточно-Казахстанская область)
Соловьёвский сельский округ — административно-территориальное образование в Зыряновском районе Восточно-Казахстанской области.

## Населённые пункты
В состав Соловьёвского сельского округа входит 4 села: Соловьёво (1100 житель), Ново-Крестьянка (241 житель), Ленинск (50 жителей), Бедарёвка (20 жителей), Подорленок (127 жителей), Маяк (450 жителей).
Аким округа — Тюлюбаев Мукан Адылгазынович

## Экономика
В округе функционируют 31 сельхозформирование, маслопресс, 2 пекарни. Основное направление сельскохозяйственной деятельности — животноводство, масляничное и зерновое земледелие.
В с. Соловьёво расположена средняя школа, а в с. Новокрестьянка — основная сельская школа. В с. Соловьёво работает центр «Досуг». В округе функционируют 2 библиотеки. В с. Соловьёво функционирует сельская врачебная амбулатория, а в с. Новокрестьянка и с. Ленинск, Подорленок и Маяк — фельдшерско-акушерские пункты.